# Castello di Salorno
Il castello di Salorno (in tedesco Haderburg) è un piccolo castello che si trova arroccato su di uno spuntone, sopra all'omonimo paese di Salorno, nella Bassa Atesina, in Alto Adige.

## Storia
Il castello fu costruito secondo alcuni nella prima metà del tredicesimo secolo, secondo altre tesi attorno al 1150 (di certo la prima citazione è del 1222), dai signori di Salorno da cui il nome di castello di Salorno (Burg Salurn, solo più tardi venne chiamato Haderburg).

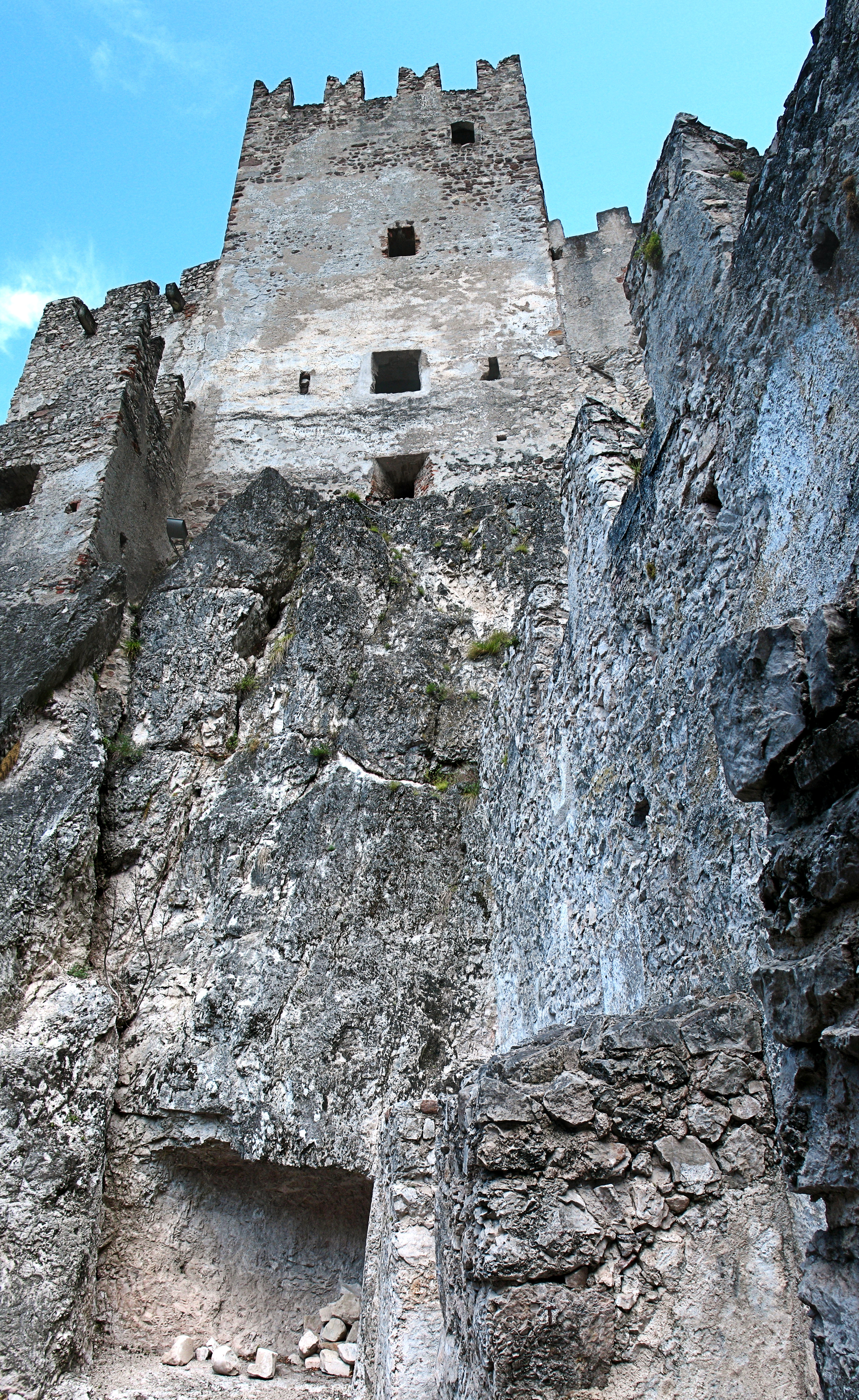
Una delle torri del castello

Successivamente il castello diventò del Conte Mainardo II di Tirolo-Gorizia, e poi, nel XIV secolo, della casata degli Asburgo. Dal tardo Trecento e nel primo Quattrocento il castello e il suo distretto giudiziario vennero retti dai signori Botsch, che nel 1397 affidettero entrambi a Bartolome Perger. L'imperatore Federico III nel 1463 infeudò del castello e giudizio il nobile tirolese Hans von Spaur.
Nell'anno 1514 l'Imperatore Massimiliano d'Asburgo decise di rafforzare le fortificazioni a monte del castello.
Negli anni, il castello perse il suo significato strategico, e quindi fu abbandonato a se stesso già dopo la seconda metà del XVI secolo.
Nell'anno 1648 il castello fu acquisito dai Conti Zenobio, provenienti dal Veneto.
Il castello nell'arco della sua storia ha ospitato alcuni illustri personaggi, come nel 1551, Melantone uno dei più stretti collaboratori di Martin Lutero, ed il pittore Albrecht Dürer.
Nella sua pluricentenaria storia, il castello ha subito delle sostanziali modifiche, ampliamenti e vari rifacimenti. Interessante e particolare è la disposizione del castello, che è stato costruito su 2 pinnacoli rocciosi, che si vanno a distaccare dalla parete verticale del monte Gaier (Geiersberg). I due pinnacoli sono collegati tra di loro da un ponte levatoio.

### Il castello oggi
Nel periodo 2001-2003, l'ultimo proprietario (il Barone Ernesto Rubin de Cervin Albrizzi) ha voluto effettuare un restauro del castello, che è stato possibile anche grazie all'aiuto economico della Provincia autonoma di Bolzano ed il sostegno della Fondazione Cassa di Risparmio di Bolzano.

## Come raggiungerlo
Il castello è ben visibile anche da lontano, in quanto è arroccato sopra uno spuntone roccioso, sopra al paese di Salorno. Raggiunto l'ampio parcheggio che si trova ai piedi del castello, si percorre il "Sentiero delle Visioni" (Weg der Visionen), di circa 890 metri di lunghezza, e percorribile in comodità in venti minuti.
Il castello è visitabile solitamente tra aprile e ottobre, il venerdì, sabato e domenica, e nelle principali festività.

## La saga "La vecchia cantina di vini vicino a Salorno"
Il castello è il luogo in cui è ambientata la saga La vecchia cantina di vini vicino a Salorno (Der alte Weinkeller bei Salurn), contenuta nella raccolta Saghe tedesche (Deutsche Sagen) dei Fratelli Grimm (primo volume, saga numero 15).
Nella saga Christoph Patzeber visitò nell'anno 1688 le rovine del vecchio castello di Salorno e trovò una cantina sotterranea con 18 botti riempite di ottimo vino. L'uomo si versò del vino, ma quando si voltò per andare, vide tre vecchi, seduti attorno ad un tavolo. Su questo c'era una piccola lavagna, sulla quale avevano scritto qualcosa con un gessetto. I vecchi diedero a Patzeber il permesso di andarsene e di tornare quando voleva per prendersi altro vino.
Così fece per un anno. Quando arrivarono a trovarlo tre vicini, l'uomo servì loro del vino. Questi pensarono che Patzeber avesse ottenuto il vino in modo non lecito e lo denunciarono di conseguenza. L'uomo raccontò poi al giudice dove approvvigionava il vino e così venne assolto.
Quando poi tornò al castello per prendere del nuovo vino, non trovò più la cantina. Invece fu picchiato da una mano invisibile e cadde quasi morto al suolo. Patzeber vide nuovamente i tre vecchi che tracciarono una croce sulla lavagnetta. L'uomo si trascinò di ritorno in città, dove morì dieci giorni dopo.